# Agência antidopagem dos Estados Unidos
A agência antidopagem dos Estados Unidos (em inglês, United States Anti-Doping Agency  ) conhecida também como USADA é uma organização sem fins lucrativos estadounidense para lutar contra a dopagem nos Estados Unidos. A organização é responsável de gerir o programa antidopagem dos Estados Unidos nos Jogos Olímpicos, Paraolímpicos, Panamericanos e Parapanamericanos.
Os seus trabalhos incluem provas em competição e fora de competição, a gestão dos resultados e o processo de arbitragem, o fornecimento de fármacos de referência, o uso de um processo de isenção terapêutica, várias iniciativas de investigação científica e a educação e sensibilização dos atletas. USADA tem a sua sede em Colorado Springs, no estado de Colorado.
A USADA é signatária e responsável por executar nos Estados Unidos do «Código antidopagem mundial», considerado como a base dos programas antidopagem mais fortes e mais duros do desporto.
Ainda que a agência não seja uma entidade pública é no entanto financiada em parte por uma subvenção federal através da ONDCP (Escritório de Política Nacional de Controle de Drogas); o orçamento restante é gerado pelos contratos de serviços antidopagem das organizações desportivas, incluindo o Comitê Olímpico dos Estados Unidos (USOC). Os Estados Unidos também têm ratificado a Convenção internacional da UNESCO, o primeiro tratado mundial contra a dopagem no desporto.